# Microregione di Paranatinga
Paranatinga è una microregione dello Stato del Mato Grosso appartenente alla mesoregione di Norte Mato-Grossense.

## Comuni
Comprende 4 comuni:
- Gaúcha do Norte
- Nova Brasilândia
- Paranatinga
- Planalto da Serra